# Station Łódź Olechów Wschód
Station Łódź Olechów Wschód is een spoorwegstation in de Poolse plaats Łódź.